# The Jerry Springer Show
The Jerry Springer Show è un talk show televisivo statunitense con la conduzione dell'ex politico Jerry Springer, trasmesso dal 1991 al 2018 sia negli Stati Uniti che in altri paesi. Veniva registrato allo Stamford Media Center di Stamford in Connecticut ed era distribuito dalla NBC Universal Television Distribution, anche se successivamente non andò più in onda in alcuna delle stazioni televisive di proprietà della NBC.

## Format
The Jerry Springer Show è in apparenza un talk show dove famiglie problematiche o disfunzionali si recano per discutere i loro problemi davanti al pubblico presente in studio, in modo che il pubblico stesso o gli altri ospiti possano offrire loro suggerimenti e consigli su come migliorare o risolvere le varie situazioni. In realtà la trasmissione è diventata una sorta di non plus ultra della cosiddetta "televisione spazzatura", dal momento che ogni puntata concentra l'attenzione su argomenti come adulterio, infedeltà, divorzio, omosessualità, omofobia, necrofilia, zoofilia, incesto, pedofilia, pornografia, prostituzione, razzismo, feticismo, travestitismo, deformità fisiche, e molto spesso si conclude con vere e proprie risse tra gli ospiti. Ad un certo punto nello show ci si è apertamente vantati di essere stati giudicati "peggior spettacolo televisivo di tutti i tempi" dalla rivista TV Guide. The Jerry Springer Show ha ricevuto innumerevoli critiche per il suo uso continuo di argomenti scabrosi, linguaggio volgare e sfruttamento di persone deboli e vulnerabili .

## Censura
Jerry Springer è andato in onda su varie stazioni televisive negli Stati Uniti in vari orari della giornata, sia al mattino, sia al pomeriggio o a tarda notte. Tutti gli episodi distribuiti dello show erano sottoposti a censura, indipendentemente dall'orario, per conformarsi agli standard di decenza delle trasmissioni della Federal Communications Commission (FCC).
Inizialmente, la maggior parte delle parolacce veniva censurata con un segnale acustico, un bip, ma negli episodi successivi venivano oscurati con segnali acustici non solo il linguaggio esplicito ma anche argomenti ritenuti scabrosi, a volte a tal punto che il discorso diventava incomprensibile; insieme alla bocca sfocata in modo che gli spettatori non potessero leggere le labbra. Inoltre, nudità, esibizione di seni, glutei e zone genitali; così come il dito medio alzato erano pixellati. Dopo che il produttore di lunga data Richard Dominick se ne andò, lo spettacolo tornò allo stile tradizionale di censura del solo segnale acustico. Un rapporto del New York Times dell'aprile 1998 ha rilevato che ogni episodio aveva da 85 a 130 bip.
Lo stesso Springer aveva affermato che, sebbene il suo spettacolo fosse un po' selvaggio, c'erano alcune cose che non erano permesse. Al pubblico non era permesso gridare nulla che incoraggiasse o sostenesse la violenza tra gli ospiti. I mobili potevano essere spostati da parte, ma le sedie erano appositamente grandi per precluderne l'uso come arma. La violenza degli uomini contro le donne non era mai stata accettabile, né dentro né fuori dalla telecamera; in Ringmaster, Springer disse che chiedeva sempre alle ospiti donne se volevano sporgere denuncia in caso di episodi violenti.

## Polemiche sull'autenticità degli ospiti e la violenza

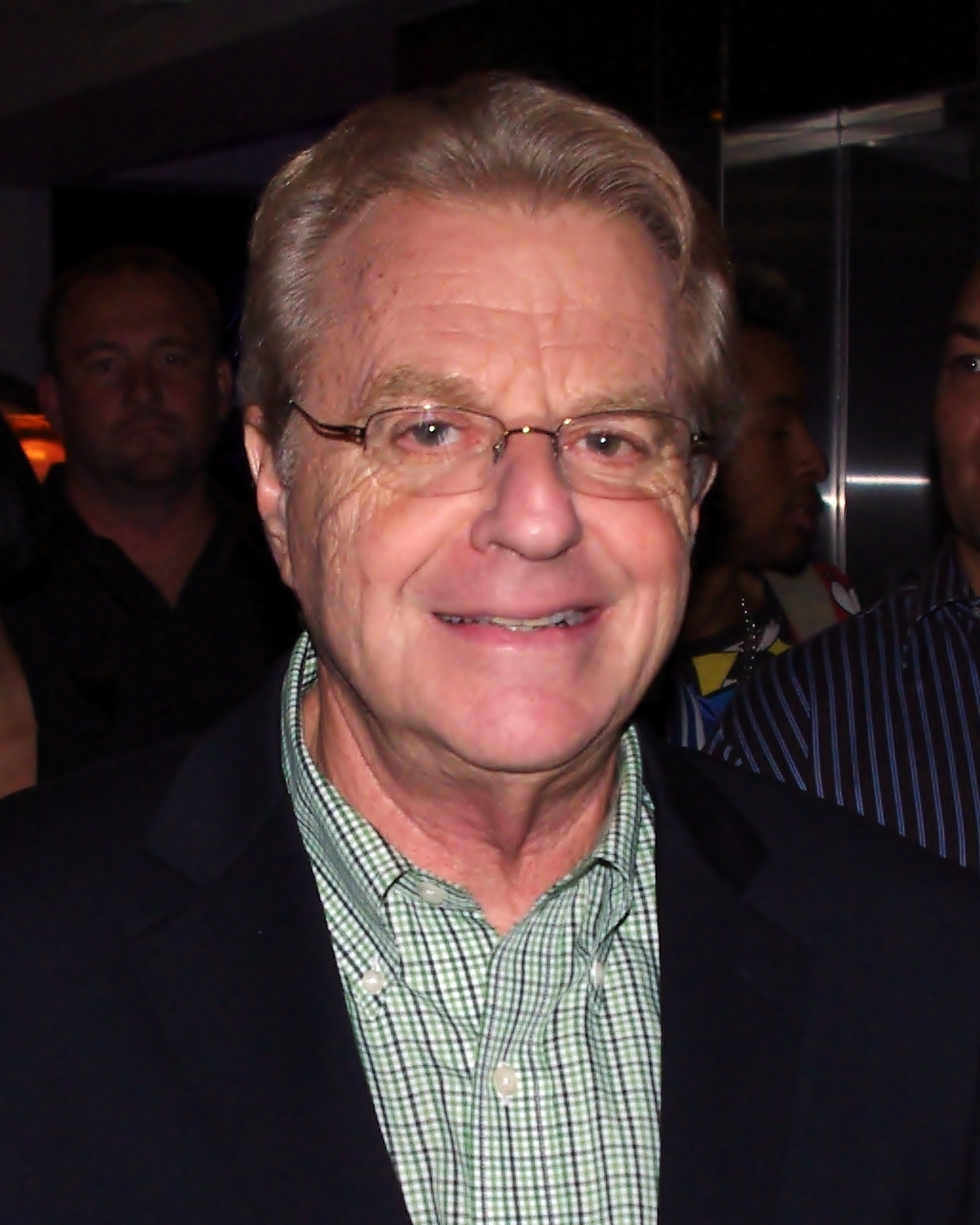
Jerry Springer nel 2011

Alla fine degli anni novanta, lo show era molto popolare ma anche molto controverso, così tanto che la sua fama portò contemporanei come Jenny Jones, Maury Povich, Montel Williams e Ricki Lake a "rinnovare" i loro talk show per aumentare gli ascolti. Tuttavia, alcune importanti personalità televisive, insieme a molti leader religiosi, chiedevano la cancellazione dello show e lo consideravano di pessimo gusto. Il termine "Jerry Springer Nation" cominciò ad essere utilizzato dai detrattori del programma per indicare il pubblico medio dei telespettatori che seguivano questo tipo di TV spazzatura prodotta da Springer, che ritenevano dannosa e una cattiva influenza per la moralità negli Stati Uniti d'America.
Nel 1997 e 1998 lo show raggiunse l'apice degli ascolti, riuscendo anche a battere The Oprah Winfrey Show negli indici di gradimento. Il programma presentava zuffe quasi ininterrotte tra gli ospiti (addirittura da 5 a 12 al giorno durante una settimana dell'aprile 1998). Il Chicago City Council suggerì che se le risse e i lanci delle sedie nel programma fossero stati reali, allora gli ospiti avrebbero dovuto essere arrestati per aver commesso atti di violenza in città. Springer spiegò che la violenza nel programma gli "sembrava reale", sostenendo anche che le risse nello show "non rendevano mai, mai e poi mai attraente la violenza". Alla fine, il City Council scelse di non procedere con l'investigazione in materia. A causa di questa indagine e di altre pressioni esterne ed interne, le risse furono temporaneamente sospese nello spettacolo prima di essere nuovamente consentite in maniera meno cruenta. Negli anni dello spettacolo in cui furono attenuati gli scontri, il numero di spettatori diminuì ma rimase rispettabile rispetto ai nuovi standard degli ascolti televisivi diurni.
Ci fu un dibattito continuo sull'autenticità delle risse. In un'intervista, un assistente di produzione dichiarò: "facciamo del nostro meglio per selezionare le persone" e "gli ospiti apparentemente non autentici vengono cacciati dal palco". Marvin Kitman, critico televisivo del giornale Newsday, opinò che le varie risse e litigate fossero organizzate a tavolino prima dell'inizio di ogni puntata. Christopher Sterling della George Washington University paragonò il programma al wrestling; alcuni produttori affermarono che le risse nel programma si ispiravano agli incontri di lotta predeterminati della WWE. Sedici ex ospiti del Jerry Springer Show, che furono intervistati da vari media statunitensi come Extra, Rolling Stone e New York Post, dichiararono che c'era sempre una "quota di risse" da rispettare per ogni episodio, e che loro e gli altri ospiti furono incoraggiati a litigare tra loro.
Nell'ottobre 2000 lo stesso Springer dichiarò nel corso di un'intervista concessa all'agenzia Reuters: